# Aviaenergo
Aviaenergo (En ruso: Авиаэнерго) es una aerolínea chárter con base en la ciudad de Moscú, Rusia. Opera vuelos chárter de pasajeros y carga a nivel nacional e internacional desde su aeropuerto base, el Aeropuerto Internacional de Moscú-Vnúkovo.

## Historia

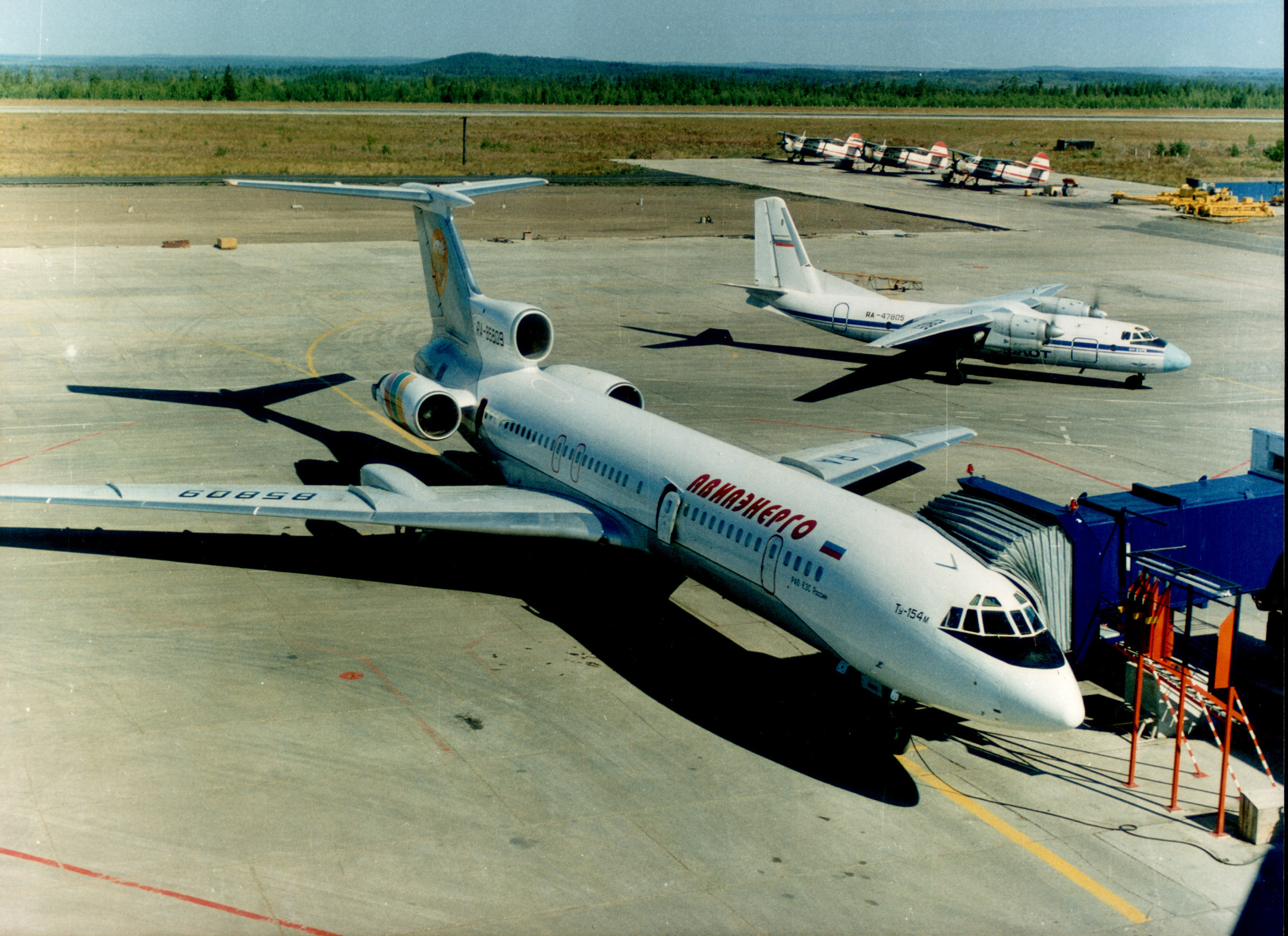
Tupolev Tu-154M de la compañía

La compañía se fundó en el año 1992 utilizando los aviones de la desaparecida división de Aeroflot de Moscú. Fue una de las primeras aerolíneas chárter de Rusia, por lo que tuvo un relativo éxito en sus primeros años de existencia. En sus inicios operaba tres Ilyushin Il-76 para vuelos de carga, los cuales fueron retirados entre los años 1994 y 2008.
En 2011, a raíz de una deuda con el Aeropuerto Internacional de Samara-Kurúmoch, las autoridades de aviación civil rusa suspendieron temporalmente la licencia de operación de la compañía. A finales de 2011, la compañía se declaró en quiebra. Actualmente todos los aviones de la aerolínea están en tierra y esta no ofrece servicios, pero legalmente la aerolínea aun existe.

## Flota

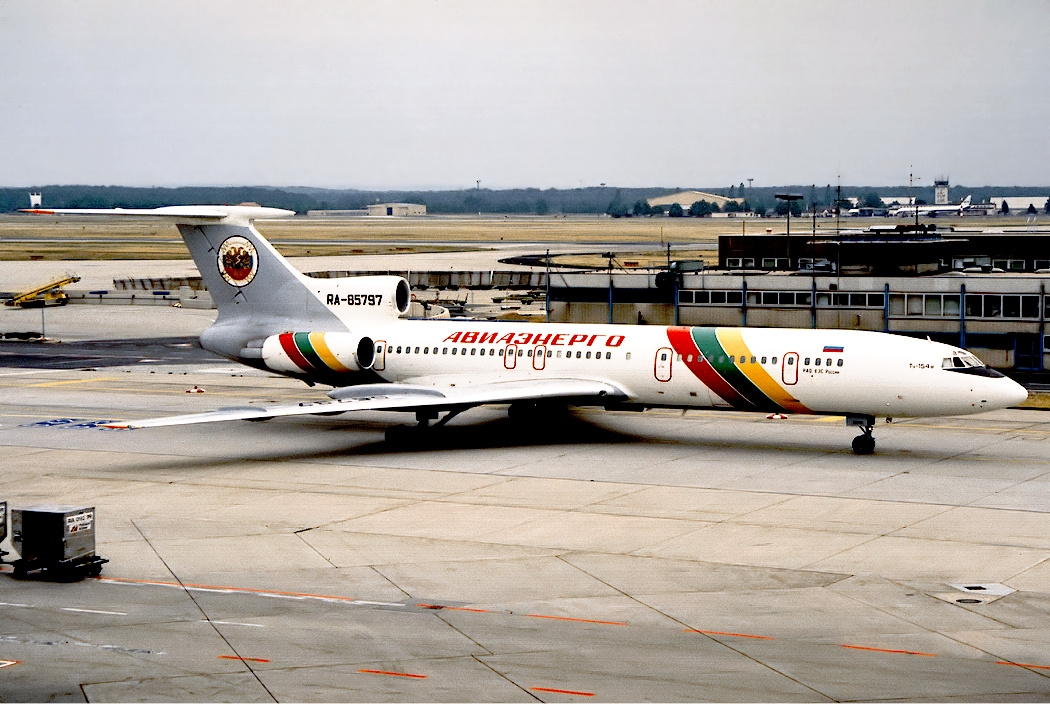
Tupolev Tu-154M de la compañía con los colores conmemorativos de su segundo aniversario

### Actual
- 1 Ilyushin Il-62MK

- 1 Tupolev Tu-134A3

- 3 Tupolev Tu-154M

### Histórica
- 3 Ilyushin Il-76TD